# Paranannopus triarticulatus
Paranannopus triarticulatus is een eenoogkreeftjessoort uit de familie van de Pseudotachidiidae. De wetenschappelijke naam van de soort is voor het eerst geldig gepubliceerd in 1965 door Wells.